# Bomberman Max 2
Bomberman Max 2 (Bomberman Max Advance en Europa) es un videojuego de acción protagonizado por Bomberman para Game Boy Advance. Es la secuela directa de Bomberman Max y, al igual que éste, cuenta con dos títulos o versiones tituladas Bomberman Max 2: Blue Advance y Red Advance (Bomberman Max 2: Blue Version y Red Version en Europa). Al igual que en la primera entrega, en la versión azul (Blue) se puede manejar a Bomberman mientras que en la versión roja (Red) se puede manejar a Max. Ambas versiones llegaron al mercado el 7 de febrero de 2002 en Japón, el 4 de junio de 2002 en Estados Unidos y el 14 de marzo de 2003 en Europa.

## Historia
Bomberman y Max han sido encogidos por el malvado Mujoe y su mecanismo "Mini-Mini Device". Ellos deciden tomar la ley por su mano y vengarse de él y su banda "Hige Hige Gang" y, con algo de suerte y esperanza, volver a su tamaño original.

## Juego
El modo de juego es similar al de la mayoría de los juegos de Bomberman, donde Bomberman y Max deben utilizar las bombas para derrotar enemigos, destruir bloques, abrirse camino, etc. No obstante y a diferencia de los anteriores Bomberman, hay una falta del clásico multiplayer, esta vez con rasgos al estilo de los juegos de Pokémon. En este juego, hay algunos monstruos (charabombs) con los que Bomberman y Max pueden hacerse y aprovecharse de sus habilidades.
Ambas versiones son más o menos el mismo juego, aunque ambos tienen algunos niveles extra y diferentes charabombs.